# 증권관련 집단소송법
증권집단소송법은 증권의 거래과정에서 발생한 집단적인 피해를 효율적으로 구제하고 이를 통하여 기업의 경영투명성을 높이기 위하여 증권관련집단소송에 관하여 「민사소송법」에 대한 특례를 정하는 것을 목적으로 한다. 2005년 1월 시행된 이후 현재까지 단 한 것의 집단소송만이 허가되는 데 그치고 있다.

## 같이 보기
- 집단소송
- 주주대표소송

## 참고 문헌
- 최정식, 증권집단소송법의 이해, 삼영사, 2008.
- 기업소송연구회, 증권집단소송법, 삼영사, 2006.